# Teatrul Național Ivan Vazov
42°41′39″N 23°19′35″E / 42.69417°N 23.32639°E

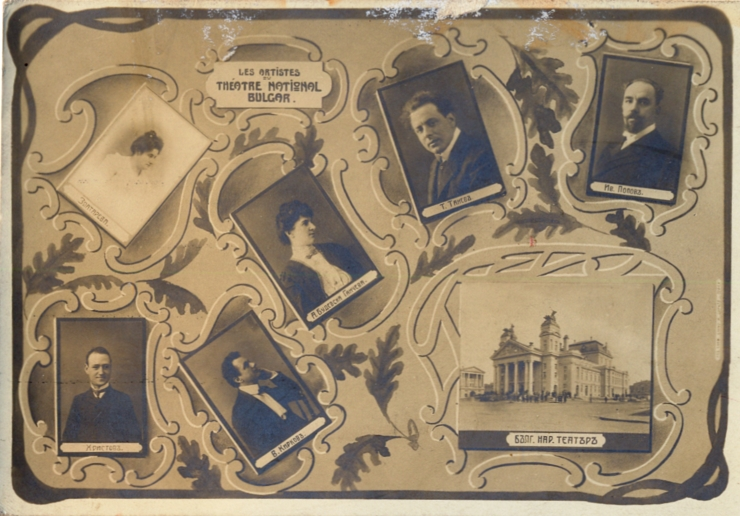
O carte poștală înainte de 1926 cu unii dintre actorii de frunte din Teatru. Sursa: Agenția de Stat a Arhivelor Bulgariei

Teatrul Național Ivan Vazov (în bulgară Народен театър „Иван Вазов”, transliterat: Naroden teatăr „Ivan Vazov”) este Teatrul Național al Bulgariei, precum și cel mai vechi și mai autoritar teatru din țară și unul dintre reperele importante ale Sofiei, capitala Bulgariei. Este situat în centrul orașului, cu fațada principală orientată spre parcul Grădina Orașului.
Fondat în 1904 de compania artiștilor Salza i Smyah, inițial a fost numit doar Teatrul Național, dar înainte de a fi numit după proeminentul scriitor Ivan Vazov, a purtat și numele lui Krastyu Sarafov între 1952 și 1962. Întâmplător, piesa lui Vazov „The Outcasts” a fost prima interpretare la teatru când s-a deschis. Clădirea neoclasică a teatrului, proiectată de prestigioșii arhitecții vienezi de teatru, Hermann Helmer și Ferdinand Fellner, a fost terminată în 1906 și deschisă la 3 ianuarie 1907. Clădirea a fost deteriorată în mare parte de un incendiu în 1923 în timpul unei sărbători aniversare, dar a fost reconstruită în 1929 de către arhitectul german Martin Dülfer.
O școală teatrală a fost înființată ca parte a Teatrului Național în 1925. Bombardarea Sofiei în al Doilea Război Mondial a provocat pagube considerabile clădirii, dar a fost reconstruită în 1945. O altă reconstrucție a urmat în 1971-1975 și un proiect de restaurare de 100.000€ a fost implementat în 2006.
Teatrul Național Ivan Vazov are o scenă principală bine echipată cu 750 de locuri, o scenă mai mică de 120 de locuri și una suplimentară de 70 de locuri la etajul patru.
Fațada clădirii este inscripționată în partea de jos a bancnotei bulgare de 50 de leva, emise în 1999 și 2006.
Teatrul a fost gazda producțiilor celor mai notabili regizori de teatru precum Alexander Morfov, care a fost și directorul șef din 1993.

## Galerie

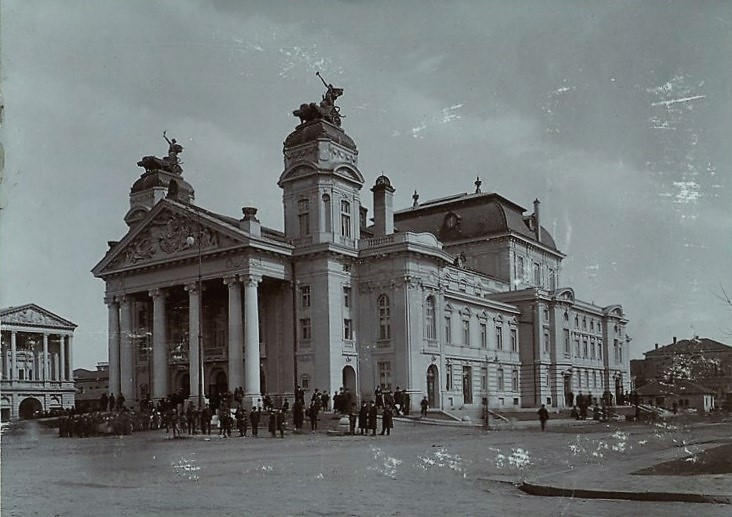
Teatrul în 1907
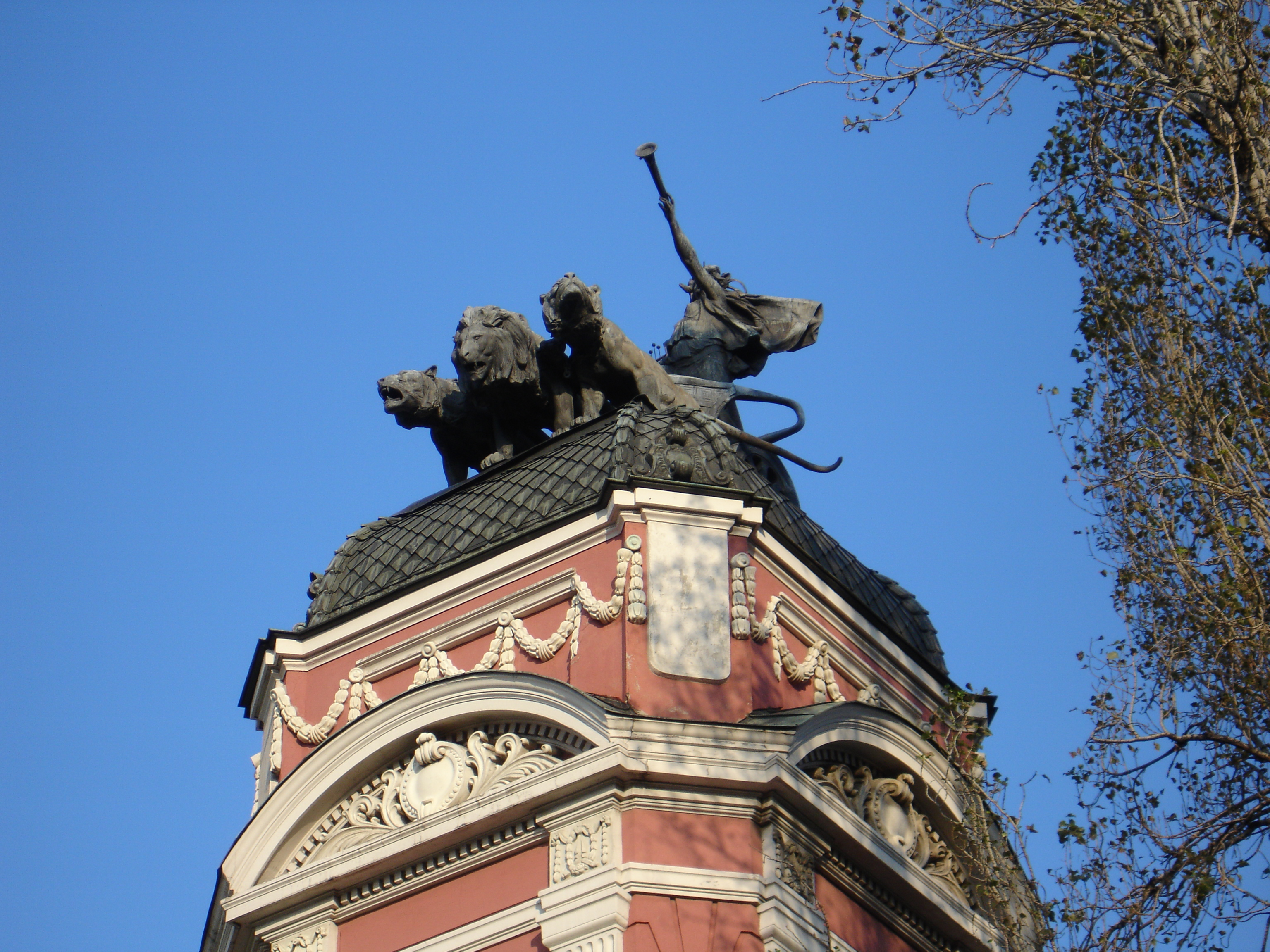
Detaliu turn
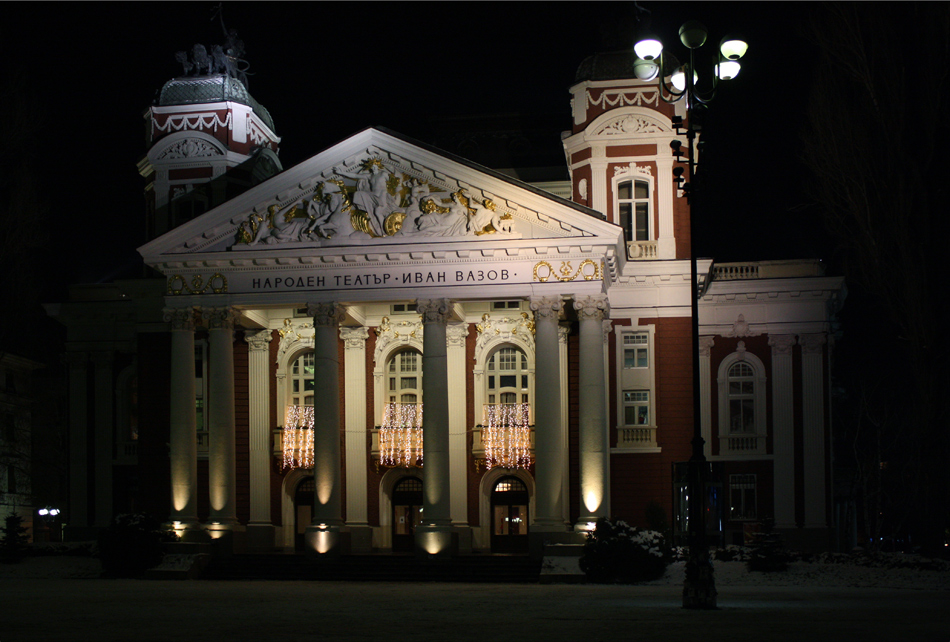
O vedere noaptea
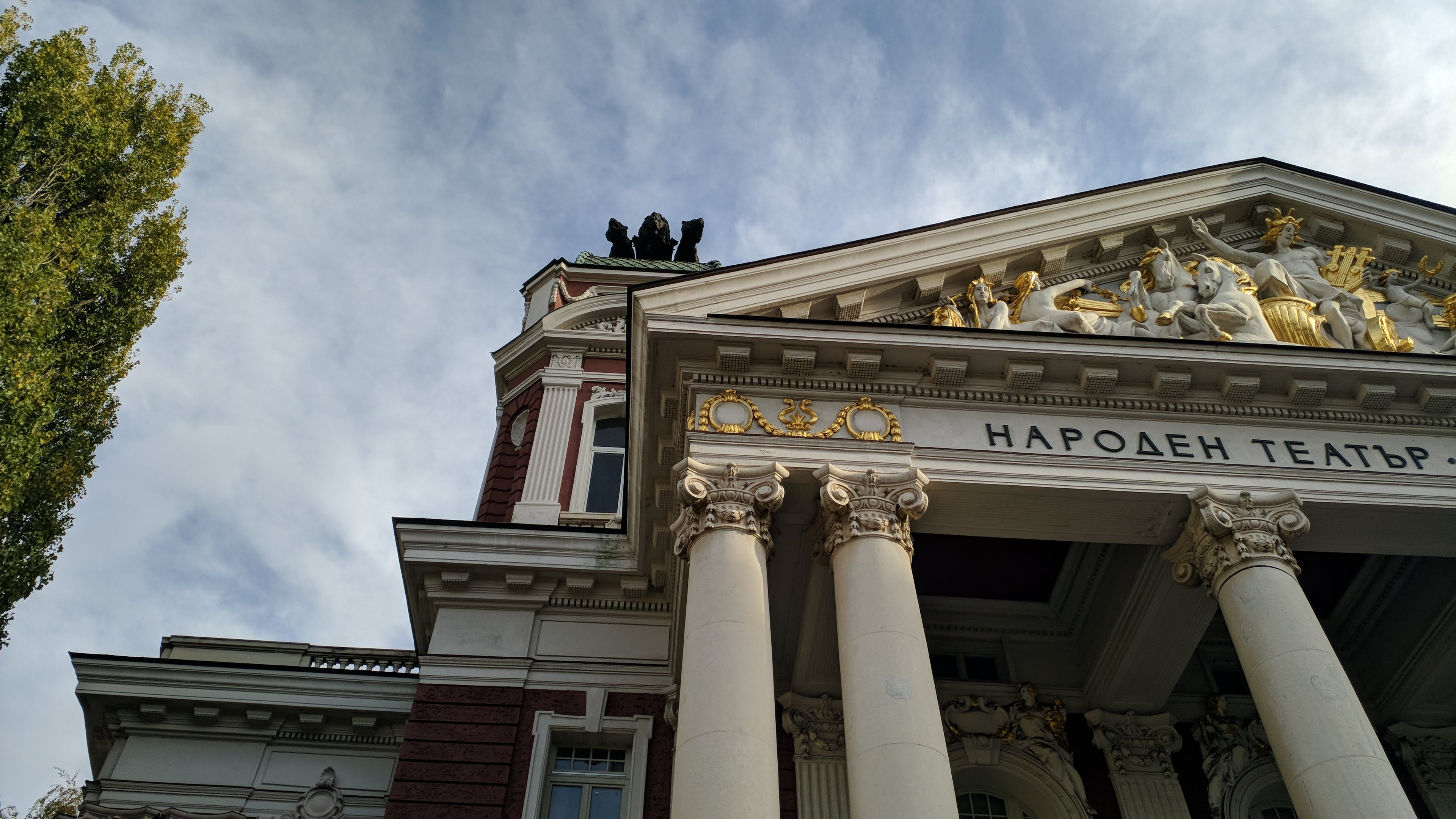
Fațada clădirii

## Legături externe
- Site oficial
- Fotografii istorice ale Teatrului Național Ivan Vazov
- Pagina oficială de Facebook
- Scanare laser 3D la interior